# Żałoba narodowa
Ten artykuł należy dopracować:

przedstawiono sytuację tylko z polskiej perspektywy – artykuł powinien być przekrojowy.
Pomóż go poprawić. Na stronie dyskusji mogą znajdywać się pomocne komentarze.

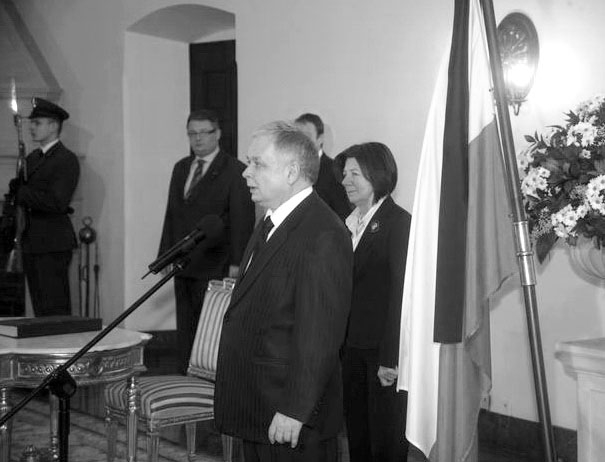
Prezydent RP Lech Kaczyński ogłaszający żałobę narodową, Warszawa, 24 stycznia 2008

Żałoba narodowa – żałoba ogłaszana przez władze państwowe po śmierci wybitnej osobistości (najczęściej związanej z krajem jej ogłoszenia) lub z powodu wielkiej katastrofy. Może być ogłaszana na skutek tragicznych wydarzeń w kraju, w którym ją zarządzono, ale także jako rodzaj hołdu złożonego ofiarom podobnych zdarzeń (zamach, katastrofa naturalna lub inna) poza granicami państwa.
Na czas jej trwania odwołuje się zazwyczaj imprezy masowe i widowiska rozrywkowe (koncerty, rozgrywki sportowe), zaleca się także powściągliwość w zachowaniu oraz zmianę programów telewizyjnych (ograniczenie emisji programów rozrywkowych, komedii, reklam). Stacje telewizyjne na czas żałoby narodowej zazwyczaj posługują się czarnym logo (lub także kirem) na progu ekranu, natomiast w innych środkach masowego przekazu (prasa, internet) umieszczane są również czarne logotypy i strony.